# Reciproký polynom
Reciproký polynom je mnohočlen vyznačující se symetrií svých koeficientů (i kořenů). Tato vlastnost pak pomáhá určit některé jeho kořeny.
Nechť je dán mnohočlen
{\displaystyle P(x)=a_{n}x^{n}+a_{n-1}x^{n-1}+\ldots +a_{1}x+a_{0}\,,\,\,a_{n}\neq 0.}
pak jej nazýváme
- reciproký mnohočlen 1. druhu (kladně reciproký), jestliže  {\displaystyle a_{k}=a_{n-k}\,,\,\,k=0,1,\ldots ,n}
- reciproký mnohočlen 2. druhu (záporně reciproký), jestliže  {\displaystyle a_{k}=-a_{n-k}\,,\,\,k=0,1,\ldots ,n}

## Kořeny
Z definice reciprokého polynomu plyne, že je-li kořenem číslo {\displaystyle c}, potom je kořenem také převrácené (reciproké) číslo {\displaystyle {\dfrac {1}{c}}}, odtud název. Reciproký polynom zřejmě nemůže mít nulový kořen.
Naopak pokud tato podmínka platí pro všechny kořeny mnohočlenu, musí se již jednat o reciproký mnohočlen.
Hledání kořenů reciprokého polynomu je hledáním řešení reciproké rovnice.
Reciproký polynom druhého druhu má vždy kořen {\displaystyle c=1}.
Reciproký polynom prvního druhu lichého stupně má kořen {\displaystyle c=-1}.
U polynomu prvního druhu sudého stupně se používá substituce:
{\displaystyle y=x+{\dfrac {1}{x}}}